# زيات
الزَّيَّاتُ (باللاتينية: Helosciadium) هو جنس نباتي من أسرة الخيماوات من فصيلة الخيمية من رتبة الخيميات.

## الأنواع
يضم جنس الزيات:
- زيات الطالب[1] أو كرفس الحرامي[1] أو قصبة الماء[1] (الاسم العلمي: Helosciadium nodiflorum)